# آبشار سلیالاندفوس
آبشار سلیالاندفوس (به ایسلندی: Seljalandsfoss) یکی از زیباترین جاذبه‌های گردشگری کشور ایسلند است که در جنوب آن کشور واقع شده است.
این آبشار که بلندترین نقطه ریزشگاه آن به ۶۰ متر می‌رسد، سالانه گردشگران و عکاسان زیادی را به خود جذب می‌کند و می‌توان آن را یکی از زیباترین مناطق دیدنی جهان نامید. موقعیت این آبشار مابین شهر سلفوس و آبشار اسکگوافوس است. گردشگران می‌توانند درون غار کوچکی در پشت آبشار قدم زده و صحنه زیبای ریزش آبشار را از پشت آن مشاهده کنند.

## جدال سرسختانه
طرح‌هایی برای ساختن یک مرکز اطلاعاتی به ارتفاع ۸ متر و مساحت ۲۰۰۰ متر مربع در نزدیکی آبشار، در ماه می ۲۰۱۷ در ایسلند جنجال برانگیخت. مخالفان استدلال می‌کردند که ساختمان منظره آبشار را خراب می‌کند و جلوه طبیعی منطقه را مختل می‌سازد.

## نگارخانه

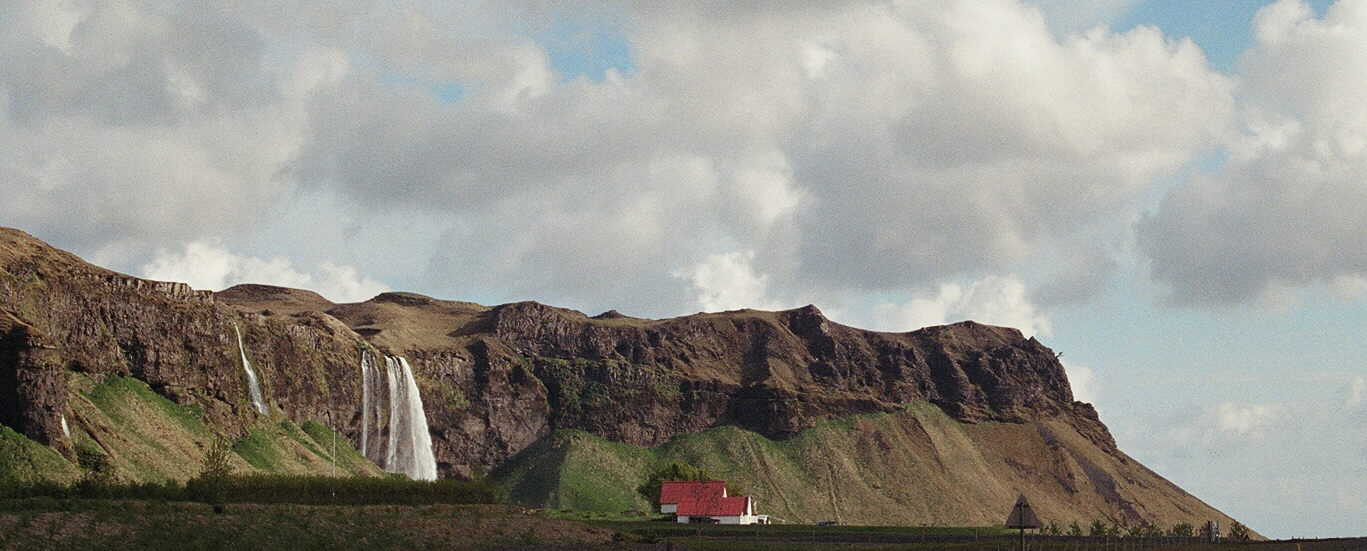
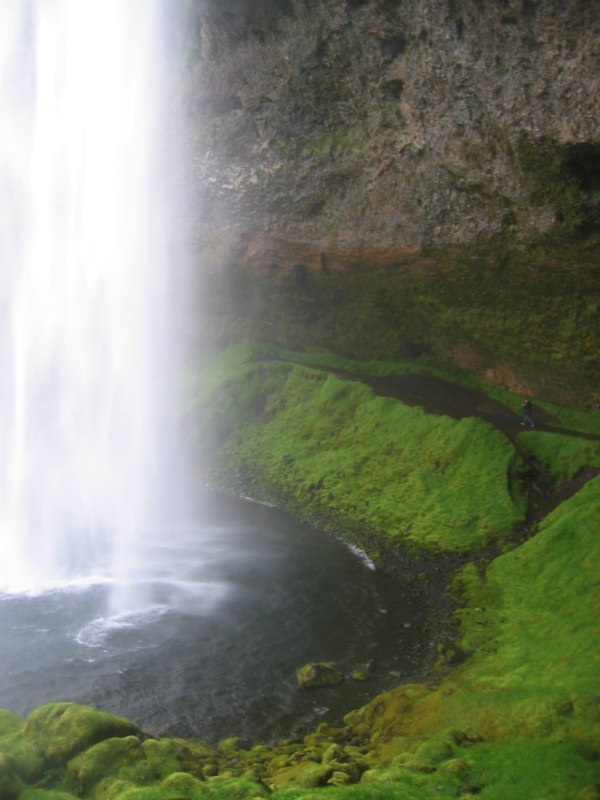
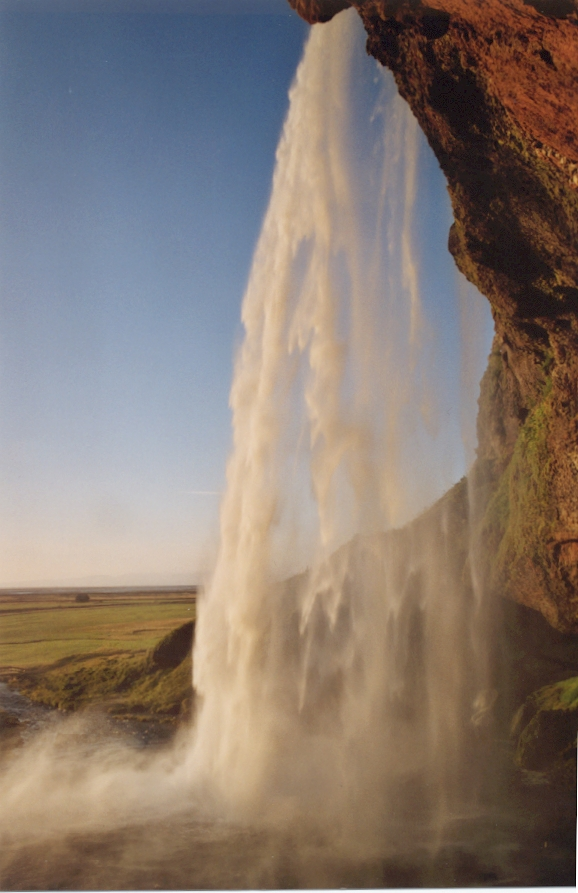
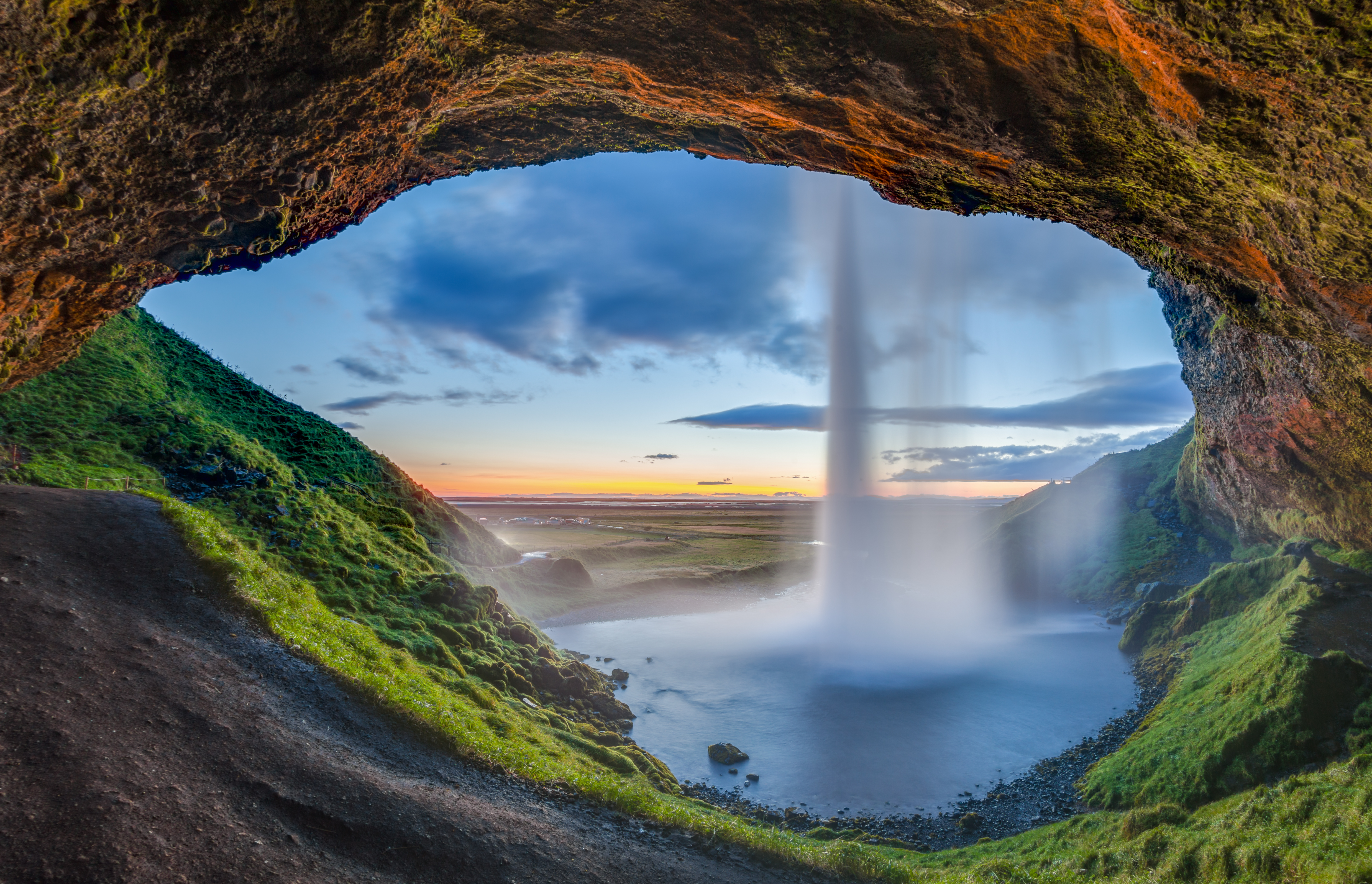